# Nereis vitiensis
Nereis vitiensis är en ringmaskart som beskrevs av Grube 1870. Nereis vitiensis ingår i släktet Nereis och familjen Nereididae. Inga underarter finns listade i Catalogue of Life.